# واکرسلبن
واکرسلبن (به آلمانی: Wackersleben) یک منطقهٔ مسکونی در آلمان است که در هوتنسلبن واقع شده‌است.
 واکرسلبن  ۷۲۳ نفر جمعیت دارد.